# Eric Hultman
Eric Hultman, född 17 september 1867 i Stockholm, död där den 22 september 1911, var en svensk handelsagent och författare. Han tillbringade åren kring sekelskiftet 1900 som guldgrävare i Australien. Åter i Sverige skrev han böcker om sina upplevelser där, och de trycktes i flera upplagor.
Hultman var god vän med Albert Engström och medverkade även med texter i hans tidning Strix. Strax före sin död tog han också, tillsammans med Henrik Åkerman, Carl Lychou, Ivar Hambn och Emil Carlson, initiativet till Travellers Club i Stockholm.
Hultman var från 1895 gift med Hulda Påhlsson (1867-) från Västra Karup i Skåne, och han blev far till fyra döttrar.